# 大河驿站
大河驿站位于甘肃省武威市高坝镇，是兰新铁路的一座已经废弃的火车站，等级为五等站，距兰州站297公里，距乌鲁木齐站1595公里，本站及相邻上下行区间均为电气化区段。本站不办理客货运业务。邮政编码为733012。